# 2911 Miahelena
2911 Miahelena (1938 GJ) là một tiểu hành tinh vành đai chính được phát hiện ngày 8 tháng 4 năm 1938 bởi H. Alikoski ở Turku.